# Kholapur
Kholapur este un oraș în India.